# The Embezzler
The Embezzler é um filme mudo de curta-metragem norte-americano de 1914, do gênero drama, estrelado por Lon Chaney e dirigido por Allan Dwan.[carece de fontes?]
O filme é atualmente considerado perdido.

## Elenco
- Murdock MacQuarrie - John Spencer
- Pauline Bush - filha de John Spencer
- William C. Dowlan - Arthur Bronson
- Lon Chaney - J. Roger Dixon
- William Lloyd - William Perkins
- Richard Rosson
- Gertrude Short